# Wulven
Wulven is de naam van een middeleeuwse ontginning in het westen van Houten in de Nederlandse provincie Utrecht. Ook is het de naam van een voormalig kasteel en ridderhofstad aldaar. 

## Kasteel Wulven
Kasteel Wulven was de opvolger van het mottekasteel De Kersberg, enkele honderden meters zuidelijker, en het mottekasteel Oud-Wulven oostelijker. Het kasteel, gelegen in het ontginningsgebied werd in 1296 gebouwd door Ernst van Wulven.
Kasteel Wulven is in drie bewoningsperiodes te verdelen: de familie Van Wulven, de familie Van Renesse en de Rijke stedelingen.
In 1345 raakte Ernst van Wulven (een kleinzoon van de eerder genoemde Ernst van Wulven) betrokken bij een opstand tegen de Stichtse bisschop Jan van Arkel. Hij weigerde spijt te erkennen, waarna op 22 november 1345 kasteel Wulven werd ingenomen en afgebroken. Ernst van Wulven bouwde daarna een groter en indrukwekkender kasteel. In 1425 vindt tegenbisschop Rudolf van Diepholt tijdelijk onderkomen op kasteel Wulven. 
Vanaf 1435 is het geslacht Van Renesse woonachtig op Kasteel Wulven. In de kapel van het kasteel stond vanaf ongeveer 1450 een mariabeeld. Pelgrims uit de wijde omtrek kwamen naar deze Onze Lieve Vrouw van Houten, omdat aan het beeldje wonderlijke krachten werden toegeschreven. Wulven werd daarmee een bedevaartsplaats. In 1501 werd op het kasteel Adriaan van Renesse van Wulven geboren. Hij stierf vlak voordat hij aartsbisschop van Utrecht zou worden.
Nog voor de Reformatie verdwijnt het mariabeeld naar Utrecht, om uiteindelijk in de parochie van Schalkwijk terecht te komen. 
In 1592 wordt Wouter van Oudshoorn de nieuwe eigenaar. Hij laat het kasteel herbouwen en zorgt voor uitbreiding van het gerecht Wulven. Het kasteel bestaat uit een hoofdgebouw, een voorburcht en een kasteelboerderij. Diverse rijke stedelingen volgen hem op en regelmatig wordt het huis gemoderniseerd. 
In de 18e eeuw treedt er verval op. In 1827 wordt het kasteel geveild en gekocht door baron Wijkerslooth de Weerdesteyn. Deze laat het kasteel in 1828 slopen.

## Heden ten dage
Momenteel is op de plaats van het hoofdgebouw van het kasteel een eiland te zien met gracht, overwoekerd door groen. Op tientallen meters afstand staat een kasteelboerderij en loopt de snelweg A27.

## Gerecht Wulven
De Heer van Wulven had het al vroeg voor het zeggen in de ontginning Wulven. Maar al aan het eind van de 13e eeuw splitste het gebied zich in het gerecht Wayen en in Oud-Wulven. Het vermoeden bestaat dat de ontginning werd verdeeld binnen het nageslacht. In 1616 ontstond binnen Wulven het gerecht Heemstede. Hierdoor was van het oorspronkelijke gerecht weinig meer over In 1652 werd de ontginning Nederkamp toegevoegd aan Wulven en ontstond er een aaneengesloten gebied.
Het gerecht Wulven was van 1798 tot 1801 en van 1812 tot 1818 verbonden met Houten. Bij de vorming van de gemeente Oud-Wulven per 1-1-1818 ging het deel uit maken van die gemeente. Toen deze gemeente per 8-9-1857 bij Houten werd gevoegd, werd dus ook Wulven bij Houten gevoegd.

## Wijk in Houten
Wulven was ook de voormalige naam van een woonwijk in het noordwestelijk deel van Houten, gelegen in de bovengenoemde streek en in de nabijheid van de plaats waar de kastelen hebben gestaan. De wijk was onderverdeeld in de Campen en de Borchen. In 2012 werd deze wijkindeling losgelaten.

## Literatuur

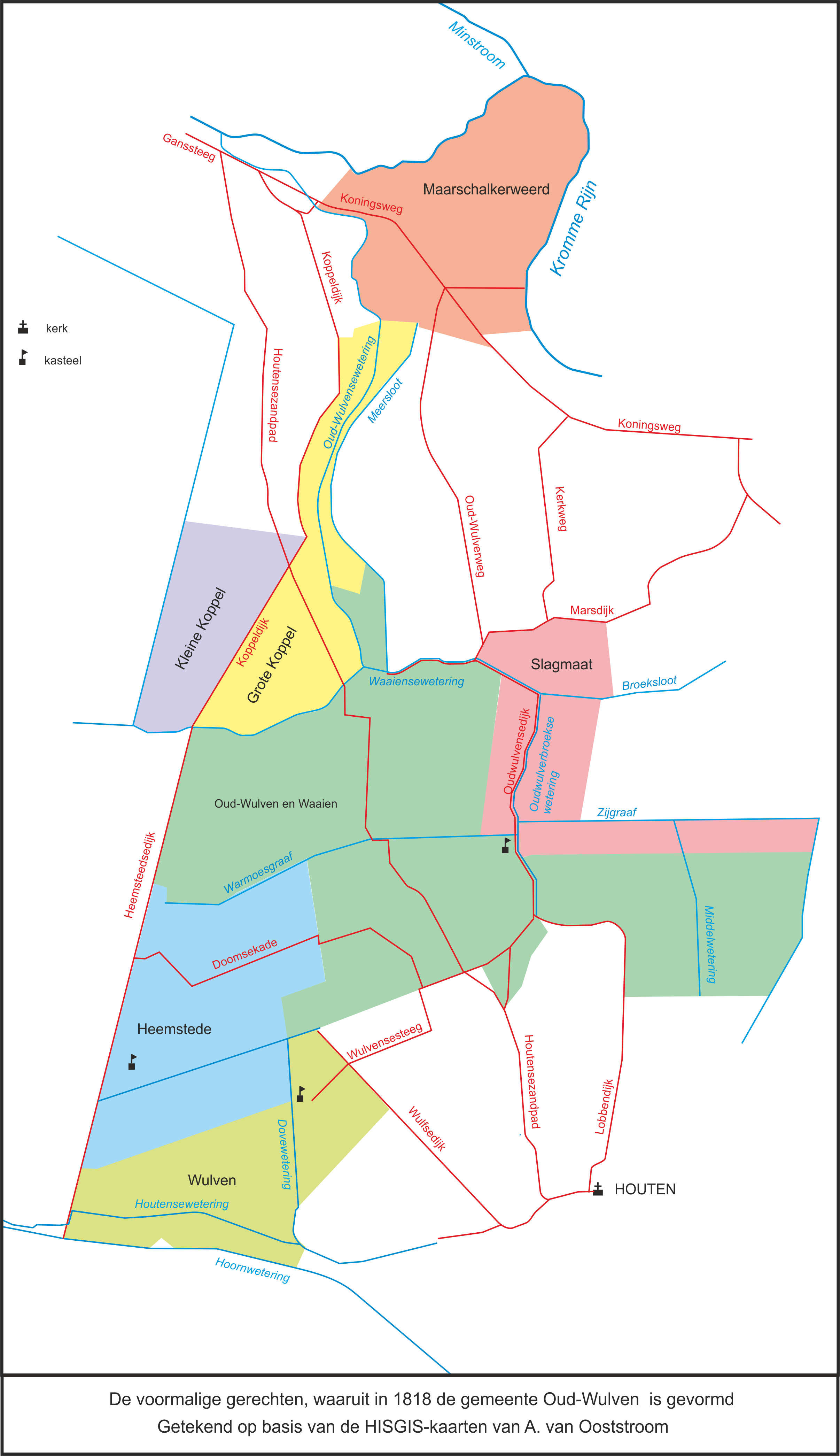